# Gandhi of the Month
Gandhi of the Month es una película india del género drama de 2014, dirigida por Kranti Kanadé, que a su vez la escribió junto a Sagar Haveli, en la fotografía estuvo Baris Özbiçer y los protagonistas son Harvey Keitel, Iravati Harshe y Ayush Mahesh Khedekar, entre otros. El filme fue realizado por Sanjay Singh Films y se estrenó el 13 de enero de 2014.

## Sinopsis
Un profesor de escuela de Estados Unidos, que ahora vive en la India, pelea por proteger a los estudiantes de los fundamentalistas.